# 竹中清八
竹中 清八（たけなか せいはち、1935年 - ）は、日本の木版画職人、摺師。京都府京都市出身。老舗手摺匠「竹中木版」の四代目。
竹中木版の現当主。世界最大級最多色摺り（1340度数）の「孔雀明王像」（仁和寺所蔵）を復刻した。1996年、京都府伝統産業優秀技術者「京の名工」受賞。1999年、歌麿オリジナル版木「狐釣の図」復刻。2001年、歌麿オリジナル版木「蹴鞠の図」復刻。2002年、厚生労働大臣卓越技能賞「現代の名工」受賞。2005年、黄綬褒章を受章。卓越した木版画摺り技法は、業界第一と称される。京都木版画工芸組合理事長、京都版画出版協同組合理事、国際浮世絵学会理事、文化庁選定技術保存団体「浮世絵木版画彫摺技術保存協会」京都支部理事長などを歴任した。

## 作品
- 「孔雀明王像」（木版画）仁和寺所蔵
- 「狐釣の図」歌麿（浮世絵木版画）風の博物館歌麿館所蔵
- 「蹴鞠の図」歌麿（浮世絵木版画）渡辺美術館所蔵